# NGC 5347
NGC 5347 é uma galáxia espiral barrada (SBab) localizada na direcção da constelação de Canes Venatici. Possui uma declinação de +33° 29' 27" e uma ascensão recta de 13 horas, 53 minutos e 18,0 segundos.
A galáxia NGC 5347 foi descoberta em 2 de Maio de 1785 por William Herschel.